# 大梅尔塞
大梅尔塞（法語：Mercey-le-Grand，法語發音：[mɛʁsɛ lə ɡʁɑ̃]）是法国杜省的一个市镇，与小梅尔塞相邻，属于贝桑松区。

## 地理
大梅尔塞（47°13'0"N, 5°44'19"E）面积6.56 平方千米，位于法国勃艮第-弗朗什-孔泰大區杜省，该省份为法国东部内陆省份，北起上索恩省，西接汝拉省，东部及东南部与瑞士接壤，东北部与贝尔福地区省接壤。
与大梅尔塞接壤的市镇（或旧市镇、城区）包括：埃特拉博讷、罗曼、埃旺、贝尔特朗日、费里耶尔莱布瓦、朗泰讷-韦蒂耶尔、当皮埃尔。
大梅尔塞的时区为UTC+01:00、UTC+02:00（夏令时）。

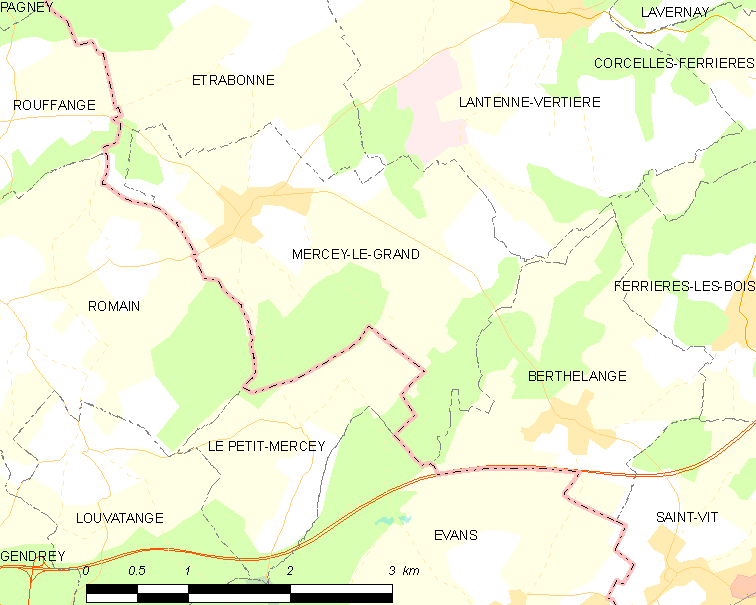
大梅尔塞的OSM定位图

## 行政
大梅尔塞的邮政编码为25410，INSEE市镇编码为25374。

## 政治
大梅尔塞所属的省级选区为圣维特县。

## 人口

1962-2008年间大梅尔塞人口变化图示

大梅尔塞于2022年1月1日时的人口数量为531人。